# Calocucullia celsiae
Calocucullia celsiae är en fjärilsart som beskrevs av Herrich-Schäffer 1845. Calocucullia celsiae ingår i släktet Calocucullia och familjen nattflyn. Inga underarter finns listade i Catalogue of Life.